# Кедрович, Ян
Ян Кедрович (пол. Jan Kiedrowicz; 11 марта 1960, Хойнице — 11 ноября 2024, Хойнице) — польский шахматист, международный мастер (1986).
Многократный участник чемпионатов Польши по шахматам в различных форматах — личных, командных, а также личных и командных чемпионатов по быстрым шахматам.
Вице-чемпион Польши по блицу 1990 года.
Бронзовый призёр командного чемпионата Польши по блицу 1992 года в составе команды «Górnik Zabrze».
Бронзовый призёр командного чемпионата Польши по шахматам 1994 года в составе команды «Górnik Zabrze». В 1997 году в составе команды «Gedania Gdańsk» выиграл золотую медаль этого чемпионата в индивидуальном зачёте (играл 4-й доске).
Умер 11 ноября 2024 года в Хойнице в возрасте 64 лет.

## Изменения рейтинга
| Графики недоступны из-за технических проблем. См. информацию на Фабрикаторе и на mediawiki.org. |